# Saliana antoninus
Saliana antoninus är en fjärilsart som beskrevs av Pierre André Latreille 1824. Saliana antoninus ingår i släktet Saliana och familjen tjockhuvuden. Inga underarter finns listade i Catalogue of Life.